# Casio FX-9000P
Casio FX-9000P (FX-9000P) је био професионални рачунар фирме Касио (Casio) који је почео да се производи у Јапану од 1981. године.
Користио је Z80 као микропроцесор. RAM меморија рачунара је имала капацитет од 4 KB прошириво до 32 KB. 

## Детаљни подаци
Детаљнији подаци о рачунару FX-9000P су дати у табели испод.
|                       |                                                        |
| [ 1 ]                 |                                                        |
| Произвођач            | Касио                                                  |
| Тип                   | професионални рачунар                                  |
| Меморија              | 4 прошириво до 32 KB                                   |
| Поријекло             | Јапан                                                  |
| Година                | 1981                                                   |
| Тастатура             | 67 тастера са нумеричком тастатуром и тастерима смјера |
| Процесор              |                                                        |
| Фреквенција процесора | 2,75 .                                                 |
| RAM                   | 4 прошириво до 32 KB                                   |
| ROM                   | 12 (BASIC преводилац) прошириво до 24 KB               |
| Текст                 | 32 знакова x 16 линија                                 |
| Графика               | 256 x 128 пиксела                                      |
| Боја                  | једна боја                                             |
| Звук                  | Унутрашњи звучник                                      |
| Димензије             | 41,5 (ширина) x 43 (дубина) x 18,7 (висина) / 7,2 Kgs  |
| Портови               |                                                        |
| Оперативни систем     |                                                        |